# Bardaskan
Bardaskan (Perzisch: بردسكن), ook wel geromaniseerd als Bardeskan, is de hoofdstad van het gelijknamige shahrestān (district)  Bardaskan in de Iraanse provincie Khorāsān-e Razavī.
Bardaskan is gelegen op ongeveer 200 kilometer ten zuidwesten van de stad Mashhad aan de noordelijke grens van de Namakwoestijn. Andere steden die in de buurt liggen zijn Sabzevar (in het noorden) Khalilabad (in het oosten) Tabas (in het zuiden) en Semnan (in het westen). Het district heeft een oppervlakte van 8535 km². De omgeving wordt gevormd door een steppe- en woestijnlandschap zonder permanente rivieren; er zijn wel enkele seizoenrivieren. Er heerst een steppeklimaat, code BSk volgens de klimaatclassificatie van Köppen. De gemiddelde jaarlijse neerslag in het district ligt tussen de 150 en 200 mm. In de zomer komen de temperaturen overdag regelmatig boven de 40 °C uit, in de winternachten kan het tot -5 °C afkoelen.
De stad beschikt over twee moskeeën, een dierenartsenpraktijk en een school voor hoger onderwijs, de Azad-universiteit. De belangrijkste middelen van bestaan in het district zijn landbouw en extensieve, nomadische veeteelt. Landbouwproducten die worden geproduceerd zijn tarwe, gerst, katoen, pistache, saffraan, granaatappel, vijgen en druiven. De veeteelt bestaat grotendeels uit het houden van geiten.
In de nabijheid van de stad staat de Firuzabad-toren (Perzisch: برج فیروزآباد), uit het tijdperk van de Seldsjoeken. Het is een Iraans nationaal monument. Een ander monument is de Aliabad-toren. Ruim 20 km ten zuiden van de stad liggen een zoutmeer en zoutvlakten, met een oppervlakte van bijna 8000 hectare.
De stad ligt bij een kruispunt van wegen. Weg nr. 87 verbindt Bardaskan naar het noorden met Sabsevar en naar het zuiden met Bajestan. Weg nr. 36 verbindt de stad naar het oosten met Kashmar en gaat verder naar Mashhad. Naar het westen toe geeft deze weg uiteindelijk verbinding met de hoofdstad Teheran.

## Monumenten

Firuzabad-toren
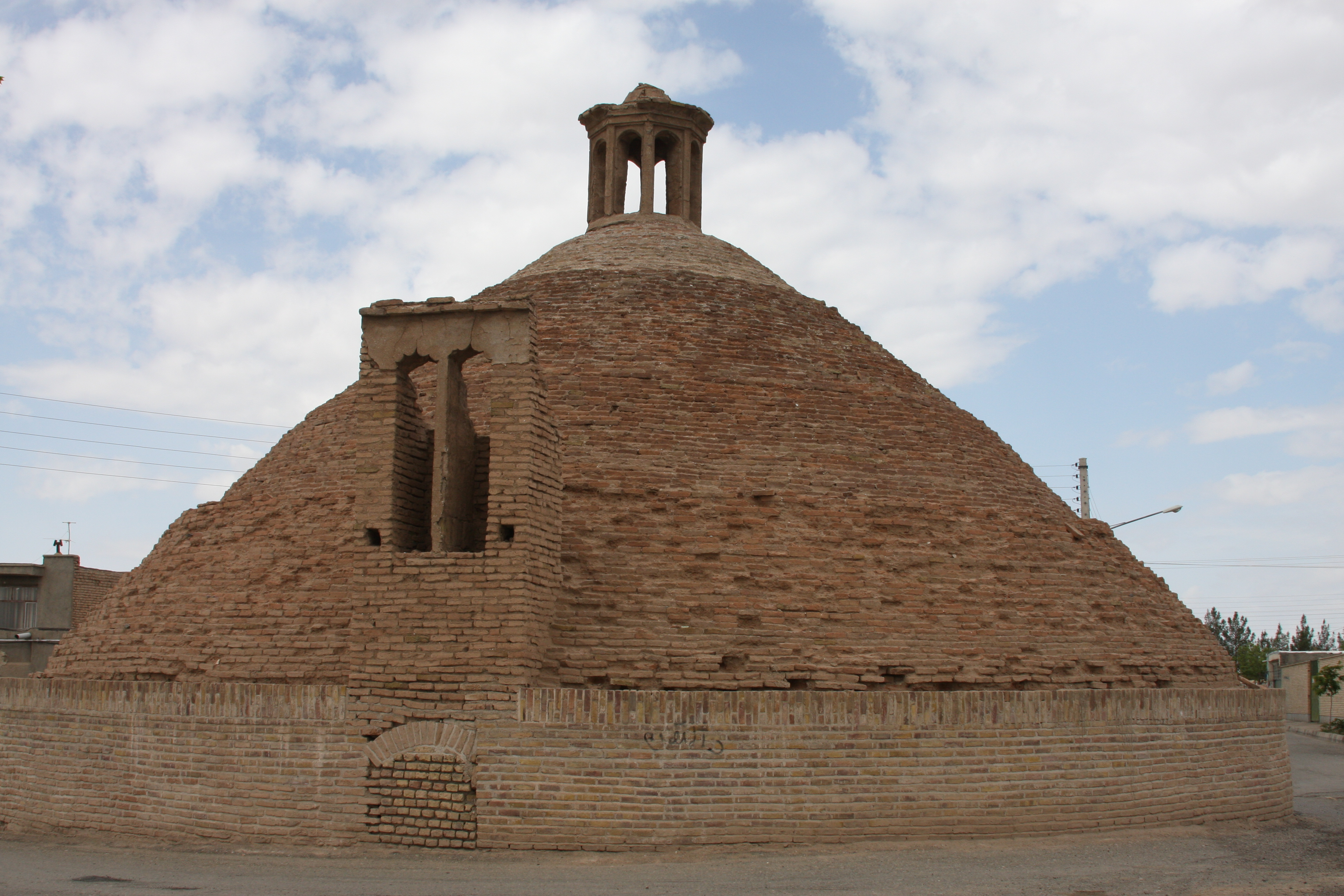
Ab anbar, historisch waterreservoir in het stadscentrum
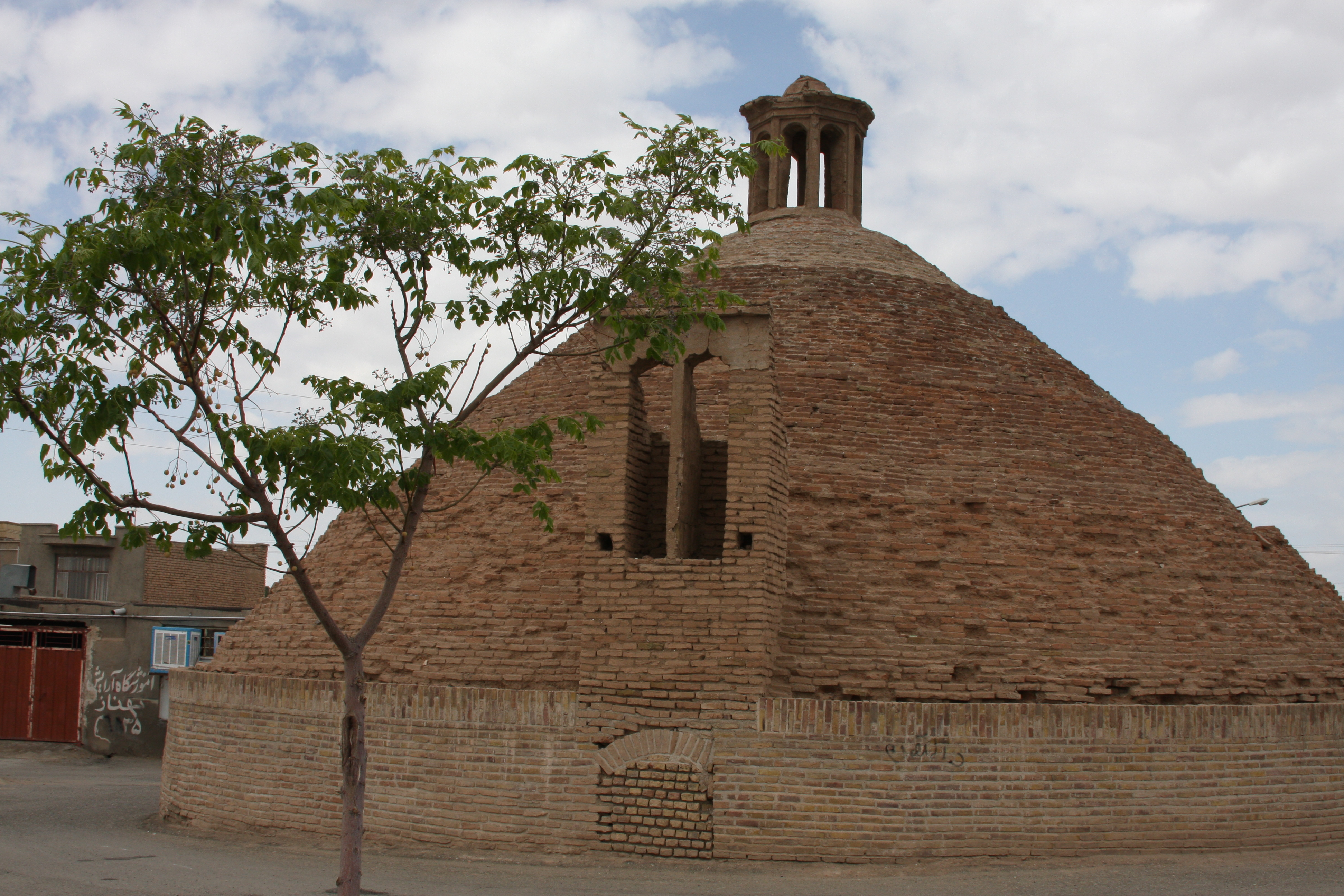
Windvanger Ab anbar, symbool van Bardaskan